# Psicología profunda
Históricamente, el concepto psicología profunda (del término alemán Tiefenpsychologie) fue acuñado por Eugen Bleuler para referirse a los enfoques psicoanalíticos de terapia e investigación que tenían como punto de referencia a lo inconsciente. El término fue aceptado rápidamente en el año de su propuesta (1914) por Sigmund Freud, con el fin de cubrir un punto de vista topográfico de la mente en términos de diferentes sistemas psíquicos.
La psicología profunda ha llegado a referirse desde entonces al desarrollo posterior de las teorías y terapias fundadas por autores diversos tales como Pierre Janet, William James o Carl Gustav Jung, más allá de Freud, las cuales exploran la relación entre la consciencia y lo inconsciente (incluyendo así tanto al psicoanálisis como a la psicología analítica).